# Tina Koteková
Tina Kotek (Koteková, * 30. září 1966 York, Pensylvánie, USA) je americká politička za Demokratickou stranu, od ledna 2023 guvernérka unijního státu Oregon.

## Osobní život
Po otci je českého původu. Otec se jmenoval Jerry Albert Kotek (1928–2011). Její děd z otcovy strany František Kotek (1897–1974) byl pekař v Týnci nad Labem. Matka Florence roz. Matich (1929–2007) byla slovinského původu.
Hlásí se otevřeně k lesbické orientaci a má manželku jménem Aimee Kotek Wilson.
Ve volbách do funkce guvernéra Oregonu porazila v roce 2022 kandidátku Republikánské strany Christine Drazanovou.